# 阳光州航空
阳光州航空（英語：Sunstate Airlines）是澳洲航空的一家子公司，隶属于澳洲连接航空，主要服务于昆士兰州，其主要提供布里斯班机场和堪培拉机场间的往返航班。其主办公室在布里斯班博文山区。